# Piriqueta aurea
Piriqueta aurea är en passionsblomsväxtart som först beskrevs av Jacques Cambessèdes, och fick sitt nu gällande namn av Ignatz Urban. Piriqueta aurea ingår i släktet Piriqueta och familjen passionsblomsväxter. Inga underarter finns listade i Catalogue of Life.